# Andrena takachihoi
Andrena takachihoi là một loài Hymenoptera trong họ Andrenidae. Loài này được Hirashima mô tả khoa học năm 1964.